# David Beaudoin
David Beaudoin (ur. 7 lutego 1996) – francusko-kanadyjski aktor z Montrealu w Kanadzie.
Został odkryty przez DJ-a Boba Sinclar podczas castingu, który miał wyłonić aktora odgrywającego rolę małego chłopca przemierzającego Stany Zjednoczone rowerem w jego najnowszym wideoklipie Love Generation.
Po sukcesie teledysku Sinclar podjął kolejna współpracę z Beaudoinem. W maju 2006 r. David wystąpił w kolejnym projekcie Boba: World Hold On (Children of the sky).
W czerwcu 2006 r. wystąpił w teledysku do piosenki Sinclara Rock This Party, w którym wcielił się w gwiazdy poprzedniej dekady, takie jak: Kurt Cobain, zespół AC/DC, Eminem, Bob Marley, Sean Paul, The Beatles, Justin Timberlake, John Travolta z filmu Gorączka sobotniej nocy i Michaela Jacksona.